# Eurostar (plateforme satellite)
Pour les articles homonymes, voir Eurostar (homonymie).
Eurostar est la marque générique d’une famille de plateformes pour satellites de télécommunications en orbite géostationnaire construits par Airbus Defence and Space (précédemment Astrium) . Plus de 100 satellites Eurostar ont été lancés avec succès et se sont montrés particulièrement fiables en service opérationnel : mi-2021, ils accumulaient plus de 1000 années de bon fonctionnement en orbite.
Les satellites de la série Eurostar sont adaptés à de nombreuses applications de télécommunication par satellite, notamment les services fixes et la télédiffusion, les services de communication avec les mobiles, les services large bande ainsi que les communications sécurisées.

## Développement
Eurostar a été conçu dans les années 1980, conjointement par Matra Espace et British Aerospace (deux sociétés maintenant intégrées dans Airbus Defence and Space) d’après une spécification interne, pour un marché qui à l’époque, visait des satellites de 1,8  à   2,5 tonnes pour les lanceurs spécifiés (navette spatiale américaine en version PAM D2 et Ariane 4). La puissance de la charge utile des premières versions était de 1 300  à   2 600 W. C’était alors le premier modèle de satellite à être conçu autour d’un système avionique modulaire et entièrement numérique. Grâce à cette architecture, tous les paramètres essentiels à la mission étaient entièrement modifiables par logiciel. La structure et la configuration initiales du satellite offraient un important potentiel de croissance, qui permirent par la suite d’augmenter la capacité de la charge utile, en termes de masse et de puissance, jusqu’à la quadrupler entre 1987 et 1992, en ne nécessitant qu’un minimum de requalification. Depuis Airbus DS a continué de faire évoluer par étapes cette ligne de produit, en augmentant notamment les capacités du satellite en termes de puissance et de propulsion, et en offrant la possibilité d’embarquer davantage d’équipements et d’antennes. L’architecture générale des satellites Eurostar n’a guère changé en 20 ans, à travers les générations successives Eurostar E1000, E2000, E2000+ et E3000. Cependant les satellites sont devenus plus grands et plus puissants, en même temps que les coûts de mise en œuvre des missions étaient réduits grâce à une durée de manœuvre en orbite allongée, et des charges utiles de plus en plus efficaces et puissantes. De nos jours, la version Eurostar E3000 a été considérablement améliorée et dispose des dernières évolutions technologiques, tout en conservant l’architecture de base totalement éprouvée.

## Domaine
La version Eurostar E3000 actuellement commercialisée offre une puissance de charge utile de 4  à   15 kW. La masse au lancement des satellites est généralement comprise entre 4 et un peu plus de 6 tonnes.
Elle est progressivement remplacée par Eurostar-Neo

## Modularité
La structure des satellites Eurostar est modulaire, avec un module de Service/Propulsion séparé du module de Communication.

## Satellites
Liste des satellites Eurostar :
| Satellite             | Opérateur      | Type de plateforme | Date de lancement | Lanceur    |
| --------------------- | -------------- | ------------------ | ----------------- | ---------- |
| Inmarsat-2 F1         | Inmarsat       | E1000              | 30/10/1990        | Delta 2    |
| Inmarsat-2 F2         | Inmarsat       | E1000              | 08/03/1991        | Delta 2    |
| Inmarsat-2 F3         | Inmarsat       | E1000              | 16/12/1991        | Ariane 4   |
| Telecom 2A            | France Telecom | E2000              | 16/12/1991        | Ariane 4   |
| Inmarsat-2 F4         | Inmarsat       | E1000              | 15/04/1992        | Ariane 4   |
| Telecom 2B            | France Telecom | E2000              | 15/04/1992        | Ariane 4   |
| Hispasat 1A           | Hispasat       | E2000              | 10/09/1992        | Ariane 4   |
| Hispasat 1B           | Hispasat       | E2000              | 22/07/1993        | Ariane 4   |
| Orion-1/Telstar 11    | Orion/Loral    | E2000              | 29/11/1994        | Atlas 2A   |
| Telecom 2C            | France Telecom | E2000              | 06/12/1995        | Ariane 4   |
| Telecom 2D            | France Telecom | E2000              | 08/08/1996        | Ariane 4   |
| Hot Bird 2            | Eutelsat       | E2000+             | 21/11/1996        | Atlas 2A   |
| Hot Bird 3            | Eutelsat       | E2000+             | 02/09/1997        | Ariane 4   |
| Hot Bird 4            | Eutelsat       | E2000+             | 28/02/1998        | Ariane 4   |
| Nilesat 101           | Nilesat        | E2000              | 28/04/1998        | Ariane 4   |
| ST-1                  | SingTel/CHT    | E2000+             | 25/08/1998        | Ariane 4   |
| Hot Bird 5            | Eutelsat       | E2000+             | 09/10/1998        | Atlas 2A   |
| Afristar              | WorldSpace     | E2000+             | 28/10/1998        | Ariane 4   |
| Asiastar              | WorldSpace     | E2000+             | 21/03/2000        | Ariane 5   |
| Nilesat 102           | Nilesat        | E2000              | 17/08/2000        | Ariane 4   |
| Eutelsat W1           | Eutelsat       | E2000+             | 06/09/2000        | Ariane 4   |
| Astra 2B              | SES Astra      | E2000+             | 14/09/2000        | Ariane 5   |
| Hot Bird 7            | Eutelsat       | E2000+             | 11/12/2002        | Ariane 5   |
| Hellas-Sat            | Hellas-Sat     | E2000+             | 13/05/2003        | Atlas V    |
| Worldstar 3           | WorldSpace     | E2000+             | (in storage)      |            |
| Eutelsat W3A          | Eutelsat       | E3000              | 15/03/2004        | Proton     |
| Intelsat 10-02        | Intelsat       | E3000              | 16/06/2004        | Proton     |
| Amazonas 1            | Hispasat       | E3000              | 05/08/2004        | Proton     |
| Inmarsat-4 F1         | Inmarsat       | E3000              | 11/03/2005        | Atlas V    |
| Anik F1R              | Telesat        | E3000              | 09/09/2005        | Proton     |
| Inmarsat-4 F2         | Inmarsat       | E3000              | 08/11/2005        | Sea Launch |
| Arabsat 4A            | Arabsat        | E2000+             | 28/02/2006        | Proton     |
| Hot Bird 8            | Eutelsat       | E3000              | 04/08/2006        | Proton     |
| Arabsat 4B            | Arabsat        | E2000+             | 09/11/2006        | Proton     |
| Skynet 5A             | Paradigm       | E3000              | 11/03/2007        | Ariane 5   |
| Anik F3               | Telesat        | E3000              | 09/04/2007        | Proton     |
| Skynet 5B             | Paradigm       | E3000              | 14/11/2007        | Ariane 5   |
| Skynet 5C             | Paradigm       | E3000              | 12/06/2008        | Ariane 5   |
| Badr-4                | Arabsat        | E2000+             | 08/07/2008        | Ariane 5   |
| Inmarsat-4 F3         | Inmarsat       | E3000              | 18/08/2008        | Proton     |
| Nimiq 4               | Telesat        | E3000              | 19/09/2008        | Proton     |
| Astra 1M              | SES            | E3000              | 05/11/2008        | Proton     |
| Hot Bird 9            | Eutelsat       | E3000              | 20/12/2008        | Ariane 5   |
| Hot Bird 10           | Eutelsat       | E3000              | 12/02/2009        | Ariane 5   |
| Amazonas 2            | Hispasat       | E3000              | 01/10/2009        | Ariane 5   |
| Astra 3B              | SES            | E3000              | 21/05/2010        | Ariane 5   |
| Badr-5                | Arabsat        | E3000              | 03/06/2010        | Proton     |
| Arabsat 5A            | Arabsat        | E3000              | 26/06/2010        | Ariane 5   |
| Ka-Sat                | Eutelsat       | E3000              | 26/12/2010        | Proton     |
| Yahsat 1A             | Yahsat         | E3000              | 22/04/2011        | Ariane 5   |
| Astra 1N              | SES            | E3000              | 07/08/2011        | Ariane 5   |
| Express AM4           | RSCC           | E3000              | 18/08/2011        | Proton     |
| Arabsat 5C            | Arabsat        | E3000              | 21/09/2011        | Ariane 5   |
| Atlantic Bird 7       | Eutelsat       | E3000              | 24/09/2011        | Sea Launch |
| Yahsat 1B             | Yahsat         | E3000              | 23/04/2012        | Proton     |
| Astra 2F              | SES            | E3000              | 28/09/2012        | Ariane 5   |
| Eutelsat 70B (ex W5A) | Eutelsat       | E3000              | 03/12/2012        | Sea Launch |
| Skynet 5D             | Paradigm       | E3000              | 19/12/2012        | Ariane 5   |
| SES-6                 | SES            | E3000              | 03/06/2013        | Proton     |
| Astra 2E              | SES            | E3000              | 30/09/2013        | Proton     |
| Astra 5B              | SES            | E3000              | 22/03/2014        | Ariane     |
| Express AM4R          | RSCC           | E3000              | 15/05/2014        | Proton     |
| Eutelsat 3B           | Eutelsat       | E3000              | 27/05/2014        | Sea Launch |
| Measat-3b             | Measat         | E3000              | 11/09/2014        | Ariane     |
| Astra 2G              | SES            | E3000              | 27/12/2014        | Proton     |
| Express AM7           | RSCC           | E3000              | 18/03/2015        | Proton     |
| DirecTV 15            | DirecTV        | E3000              | 27/05/2015        | Ariane 5   |
| Badr-7                | Arabsat        | E3000              | 10/11/2015        | Ariane 5   |
| Telstar 12 Vantage    | Telesat        | E3000              | 24/11/2015        | H-IIA      |
| Express AMU1          | RSCC           | E3000              | 24/12/2015        | Proton     |
| Eutelsat 9B           | Eutelsat       | E3000              | 29/01/2016        | Proton     |
| SES-10                | SES            | E3000              | 30/03/2017        | Falcon 9   |
| ANASIS II             | Corée du Sud   | E3000              | 20/07/2020        | Falcon 9   |